# Thrypticomyia subsaltens
Thrypticomyia subsaltens is een tweevleugelige uit de familie steltmuggen (Limoniidae). De soort komt voor in het Australaziatisch gebied.